# UFC 267
UFC 267: Błachowicz vs. Teixeira  è stato un evento di arti marziali miste tenuto dalla Ultimate Fighting Championship il 30 ottobre 2021 all'Etihad Arena di Abu Dhabi, negli Emirati Arabi.

## Risultati
|                                                   | Divisione             |                           |                 |                    | Metodo                                      | Round           | Tempo           | Premio          |
| Card Principale                                   | Card Principale       | Card Principale           | Card Principale | Card Principale    | Card Principale                             | Card Principale | Card Principale | Card Principale |
| ------------------------------------------------- | --------------------- | ------------------------- | --------------- | ------------------ | ------------------------------------------- | --------------- | --------------- | --------------- |
| Sfida valida per il titolo di campione            | Pesi mediomassimi     | Glover Teixeira           | batte           | Jan Błachowicz (c) | Sottomissione (rear-naked choke)            | 2               | 3:02            | POTN            |
| Sfida valida per il titolo di campione ad interim | Pesi gallo            | Pëtr Jan                  | batte           | Cory Sandhagen     | Decisione unanime (49–46, 49–46, 49–46)     | 5               | 5:00            | FOTN            |
|                                                   | Pesi leggeri          | Islam Machačev            | batte           | Dan Hooker         | Sottomissione (kimura)                      | 1               | 2:25            |                 |
|                                                   | Pesi massimi          | Aleksandr Volkov          | batte           | Marcin Tybura      | Decisione unanime (30–27, 30–27, 29–28)     | 3               | 5:00            |                 |
|                                                   | Pesi welter           | Khamzat Chimaev           | batte           | Li Jingliang       | Sottomissione tecnica (rear-naked choke)    | 1               | 3:16            | POTN            |
|                                                   | Pesi massimi          | Magomed Ankalaev          | batte           | Volkan Oezdemir    | Decisione unanime (30–27, 30–27, 29–28)     | 3               | 5:00            |                 |
| Card Preliminare                                  |                       |                           |                 |                    |                                             |                 |                 |                 |
|                                                   | Pesi paglia femminili | Amanda Ribas              | batte           | Virna Jandiroba    | Decisione unanime (29–28, 29–28, 29–28)     | 3               | 5:00            |                 |
|                                                   | Pesi piuma            | Zubajra Tuchugov          | batte           | Ricardo Ramos      | Decisione unanime (29–28, 29–28, 29–28)     | 3               | 5:00            |                 |
|                                                   | Pesi medi             | Al'bert Duraev            | batte           | Roman Kopylov      | Decisione unanime (30–27, 29–27, 29–27)     | 3               | 5:00            |                 |
|                                                   | Pesi welter           | Elizeu Zaleski dos Santos | batte           | Benoît St. Denis   | Decisione unanime (29–26, 29–26, 29–26)     | 3               | 5:00            |                 |
|                                                   | Pesi mediomassimi     | Michał Oleksiejczuk       | batte           | Šamil' Gamzatov    | KO tecnico (pugni)                          | 1               | 3:31            |                 |
|                                                   | Pesi piuma            | Lerone Murphy             | batte           | Makwan Amirkhani   | KO (ginocchiata)                            | 2               | 0:14            |                 |
|                                                   | Pesi medi             | Andre Petroski            | batte           | Hu Yaozong         | Sottomissione (arm-triangle choke)          | 3               | 4:46            |                 |
|                                                   | Pesi mosca            | Tagir Ulanbekov           | batte           | Allan Nascimento   | Decisione non unanime (28–29, 29–28, 29–28) | 3               | 5:00            |                 |

## Premi
I lottatori premiati ricevettero un bonus di 50.000 dollari.
Legenda:
- FOTN: Fight of the Night (vengono premiati entrambi gli atleti per il miglior incontro dell'evento)
- POTN: Performance of the Night (viene premiato il vincitore per la migliore performance dell'evento)